# Naturpark Münden

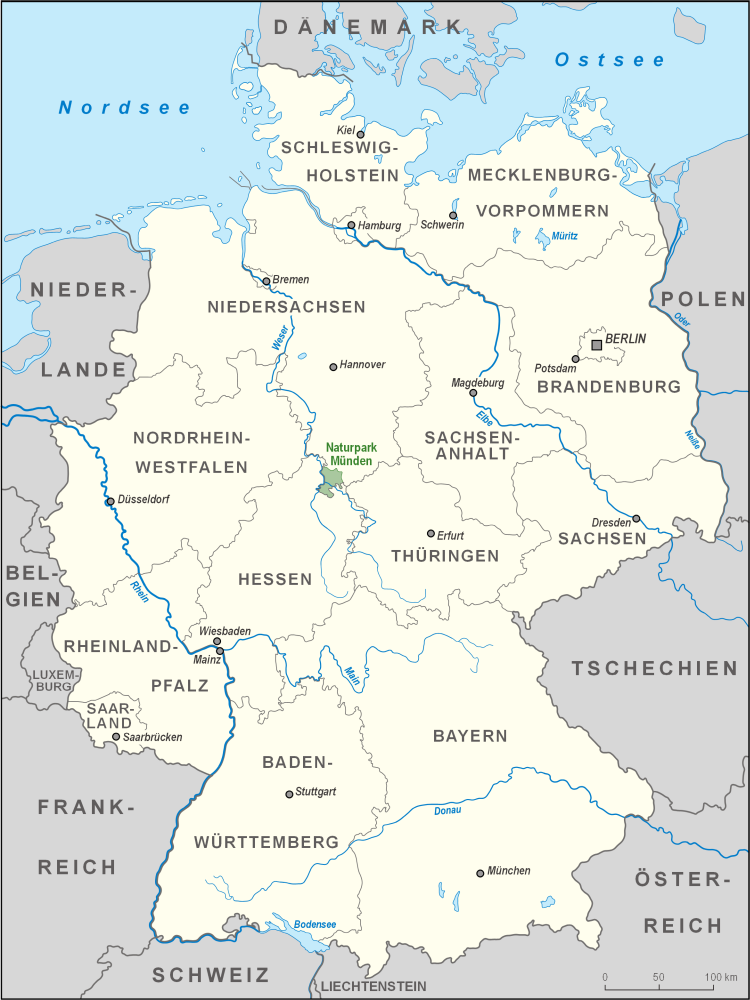
Lage des Naturparks Münden

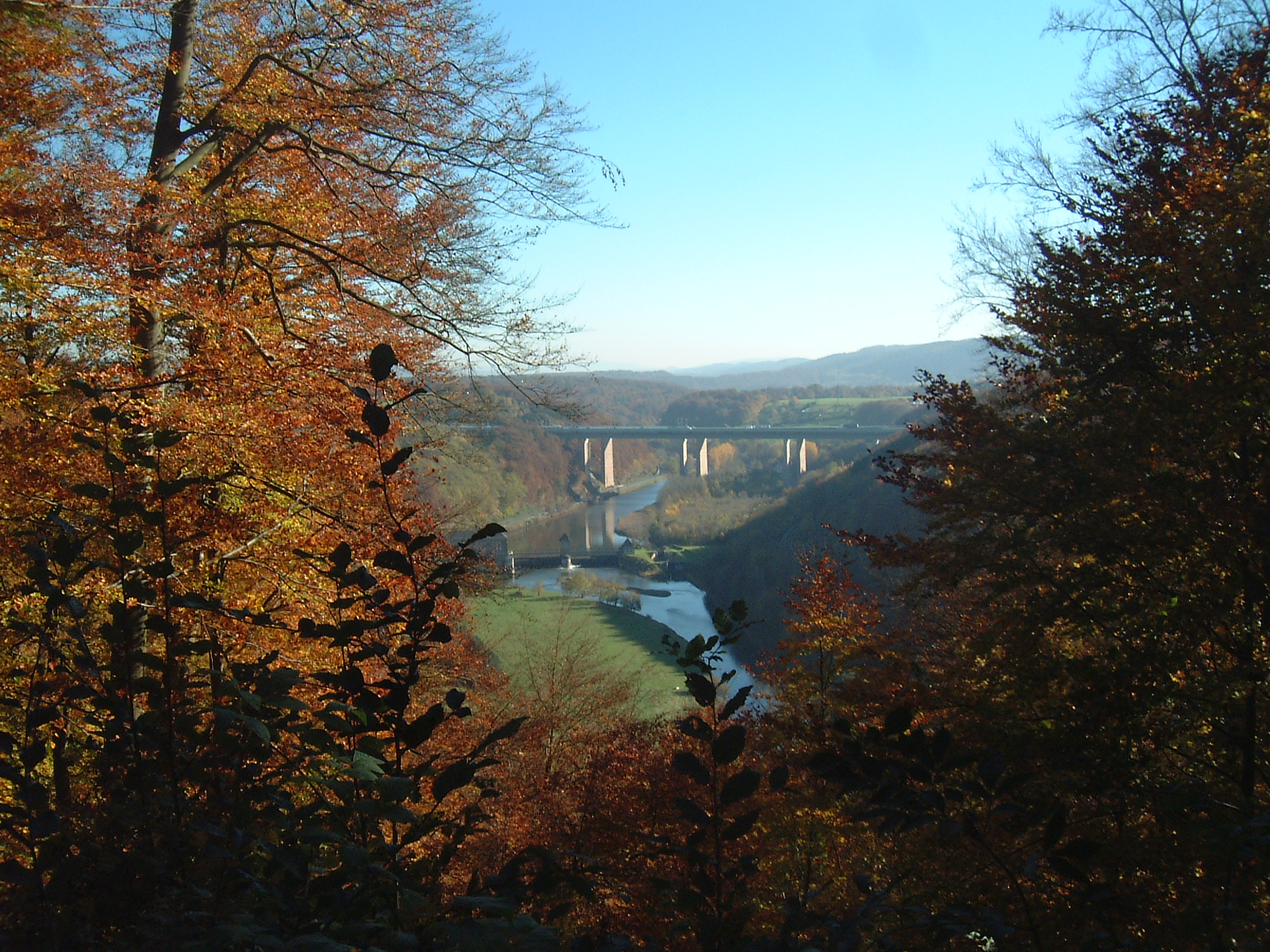
Tal der Werra mit Brücken der A 7 und Schnellfahrstrecke Hannover–Würzburg

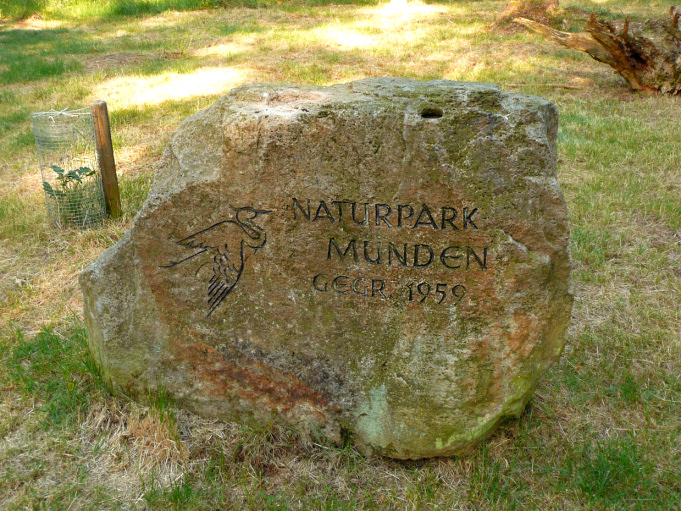
Gedenkstein zur Naturparkgründung 1959 nahe dem Kleinen Steinberg

Der Naturpark Münden liegt im Landkreis Göttingen, Südniedersachsen (Deutschland).

## Geographische Lage
Der 1959 vom inzwischen aufgelösten Landkreis Münden in seinen Grenzen gegründete, knapp 374 km² große und waldreiche Naturpark zieht sich nicht ganz von der östlichen Stadtgrenze Kassels und damit der Grenze zu Hessen in nördliche Richtung durch den Nordteil des Kaufunger Walds über Hann. Münden bis hinauf in den Bramwald und Dransfelder Stadtwald. Er liegt südlich, östlich und nordöstlich des Zusammenflusses von Fulda und Werra zur Weser und stößt im Süden und Südosten an den Geo-Naturpark Frau-Holle-Land (Werratal.Meißner.Kaufunger Wald). Er wird von der A 7 durchquert. Am Großen Staufenberg befand sich der Segelflugplatz Staufenberg.

## Berge
Zu den Bergen, Erhebungen und Anhöhen im Naturpark Münden gehören unter anderem – sortiert nach Höhe in Meter (m) über Normalhöhennull (NHN):
| - Haferberg (580,4 m) - Kleiner Steinberg (541,9 m) - Großer Steinberg (541,8 m) - Steinbergskopf (ca. 532 m) - Häringsnase (ca. 508 m) - Hoher Hagen (ca. 492,5 m) - Brunsberg (480,2 m) - Brackenberg (461,0 m) - Hohe Schleife (ca. 442 m) - Ossenberg (437,6 m) - Steinberg (bei Meensen; ca. 435 m) - Großer Staufenberg (ca. 427 m) - Hühnerfeldberg (418,4 m) - Dransberg (421,7 m) - Salzleckerkopf (412 m) | - Totenberg (408,1 m) - Steinberg (bei Dahlenrode; ca. 407 m) - Heidelberg (ca. 402) - Klingenberg (399,5 m) - Sauenberg (395 m) - Sandberg (382,3 m) - Klagesberg (ca. 381 m) - Vaaker Berg (380,1 m) - Kleiner Staufenberg (370,5 m) - Staufenberg (342,8 m) - Backenberg (ca. 340 m) - Blümer Berg (320,4 m) - Speeler Kopf (316,4 m) - Mühlberg (ca. 212 m) |

## Ausflugsmöglichkeiten und Wandern

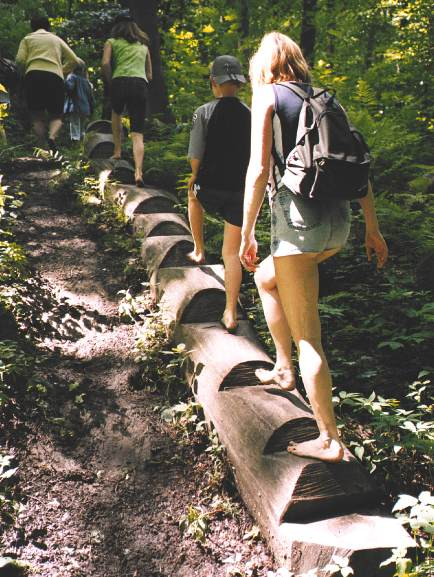
Barfußpfad bei Nienhagen

Zu den Sehenswürdigkeiten im Naturpark Münden gehören:
- Altarsteine bei Dransfeld
- Barfußpfad bei Nienhagen
- Bramburg
- Burgruine Brackenburg
- Burgruine Sichelnstein
- Hemeln, mit der Weserfähre Veckerhagen über die Weser nach Veckerhagen mit Biergarten „Zur Fähre“
- Hoher Hagen, mit Geologiepfad und Gaußturm (Turmrestaurant)
- Hühnerfeld
- Hühnerfeldberg
- Lippoldsburg
- Quarzitschlagplatz Voßküppel
- Naturfreundehaus, Steinberghaus beim Großen Steinberg
- Rinderstall – Wildgehege mit Gaststätte und Klein-Museum (⊙)
- Römerlager Hedemünden
- Schalenstein von Wiershausen
- Spiegelburg
- Mittelalterliches Dorf Steinrode als Modelldorf beim Jugendwaldheim Steinberg

Viele Wanderwege durchziehen den Naturpark, darunter sind Frau-Holle-Pfad, Fuldahöhenweg, Kassel-Steig, Märchenlandweg, Studentenpfad und Werraburgensteig.